# Teste do vermelho de metila
Teste do vermelho de metila, ou teste VM, é um teste em pesquisas bacteriológicas que avalia a presença e crescimento de bactérias que fermentam glicose por meio da via ácida mista, com produção de vários ácidos carboxílicos, como o ácido fórmico, o ácido lático e o ácido acético, fazendo com que o pH do meio mantenha-se abaixo de 4,4, limite de viragem do indicador de pH vermelho de metila.